# Брендон Філліпс
Брендон Уліссес Філліпс (англ. Brendon Ulysses Phillips; нар. 16 липня 1954, Сент-Кетерин, Ямайка) — англійський та ямайський футболіст та тренер, півзахисник. У Футбольній лізі Англії грав за «Менсфілд Таун» та «Пітерборо Юнайтед».

## Кар'єра тренера

### «Гейлсоуен Таун»
З 2001 по 2004 рік очолював «Гейлсоуен Таун».